# Grand Hotel (album)
Grand Hotel is een studioalbum van Procol Harum.

## Inleiding
Procol Harum had voorafgaand een tournee om het komende album te promoten en deed daarbij ook het Concertgebouw aan. Jim van Alphen van Het Parool en Elly de Waard van de Volkskrant vonden de nummers daarbij wel goed, maar toch ook grotendeels hetzelfde. Doordat Brooker alles zelf zong begon zijn stem te irriteren. 
Het album betekende het eind van het lidmaatschap van gitarist Alan Ball, die op het livealbum Procol Harum Live: In Concert with the Edmonton Symphony Orchestra had meegespeeld en ook nog met Procol Harum op wereldtournee ging. De samenstelling ging ongewijzigd de AIR Studios te Londen in, maar het resultaat stemde niet tot tevredenheid. In september 1972 was Ball vertrokken en kwam er een nieuwe gitarist: Mick Grabham. De personeelswisseling bracht een meer rockachtige klank met zich mee. Achteraf bleek dat Grabham een stabiliteit qua personeel met zich meebracht. Onder begeleiding van muziekproducent Chris Thomas dook Procol Harum opnieuw de AIR Studios in. Daar waar bij vorige studioalbums andere bandleden ook liedjes indienden, moest Gary Brooker dat hier alleen doen in samenwerking met tekstschrijver Keith Reid. Het album kwam te boek als een conceptalbum , maar Reid bleef dat door de jaren heen ontkennen.

### Platenhoes
Met het vertrek van Ball was duidelijk geen rekening gehouden; de foto van de hoes was al gemaakt toen hij vertrok. Middels een voorloper van photoshop werd om de hoes te corrigeren de kop van Grabham op het lichaam van Ball geplaatst.

## Musici
- Gary Brooker – zang, piano
- Mick Grabham – gitaar
- Chris Copping – toetsinstrumenten
- Alan Cartwright – basgitaar, akoestische gitaar
- B.J. Wilson – drumstel

Met
Christiane Legrand (zang track 8)
- The Pahene Recorder Ensemble (track 6)

## Muziek
| Nr. | Titel                            | Duur |
| --- | -------------------------------- | ---- |
| 1.  | Grand Hotel (Brooker, Reid)      | 6:08 |
| 2.  | Toujours l’amour (Brooker, Reid) | 3:32 |
| 3.  | A rum tale (Brooker, Reid)       | 3:21 |
| 4.  | TV Ceasar (Brooker, Reid)        | 5:54 |

| Nr. | Titel                                        | Duur |
| --- | -------------------------------------------- | ---- |
| 1.  | A souvenir of Londen (Brooker, Reid)         | 3:21 |
| 2.  | Bringing home the bacon (Brooker, Reid)      | 4:18 |
| 3.  | For liquorice John (Brooker, Reid)           | 4:26 |
| 4.  | Fires (which burnt brightly) (Brooker, Reid) | 5:08 |
| 5.  | Robert’s box (Brooker, Reid)                 | 4:49 |

Voor de Britse markt werd onder meer A souvenir of Londen als single uitgegeven. Deze werd direct verboden door de British Broadcasting Corporation (BBC). Die dachten dat het lied ging over “vreemdgaan in Londen” waarbij een seksueel overdraagbare aandoening was opgelopen. Reid hield vol dat het gewoon over een bezoek aan een souvernirswinkel om de hoek bij de studio ging.

## Nasleep
Het album werd in de Nederlandse pers omschreven als het thema van het album, vergane glorie (Telegraaf, Het Vrije Volk, Algemeen Dagblad, NRC Handelsblad). De Twentsche Courant Tubantia omschreef het als te pompeus gearrangeerd.  Desalniettemin vond het album toch haar weg naar de fans. Het haalde diverse noteringen in Europese (Nederland 5 weken hoogste positie 9) en Amerikaanse albumlijsten. In de loop der jaren kwamen mede door digitalisering meerdere heruitgaven uit, al dan niet aangevuld met bonustracks, waaronder soms nog opnamen met Ball en een optreden voor de RTBF in 1973 (Esoteric Recordings 2018). 
Het titelnummer werd nog op single uitgegeven in Nederland en haalde noteringen in de hitparade. 